# راچستر (آیووا)
راچستر (به انگلیسی: Rochester) شهری در ایالت آیووا کشور ایالات متحده آمریکا است که جمعیت آن در سرشماری سال ۲۰۱۰ میلادی، ۱۳۳ نفر بوده‌است.